# Marila florenciana
Marila florenciana är en tvåhjärtbladig växtart som beskrevs av José Cuatrecasas. Marila florenciana ingår i släktet Marila och familjen Calophyllaceae. Inga underarter finns listade i Catalogue of Life.